# Freziera monsonensis
Freziera monsonensis är en tvåhjärtbladig växtart som först beskrevs av Melch., och fick sitt nu gällande namn av Clarence Emmeren Kobuski. Freziera monsonensis ingår i släktet Freziera och familjen Pentaphylacaceae. Inga underarter finns listade i Catalogue of Life.